# Isaac Hempstead-Wright
Isaac Hempstead Wright (tên khai sinh: Isaac William Hempstead; sinh ngày 9 tháng 4 năm 1999) là một diễn viên người Anh. Cậu nổi tiếng với vai trò là Bran Stark trong series phim truyền hình Game of Thrones của HBO. Bộ phim đã giúp cậu nhận được đề cử giải Nghệ sĩ trẻ cho hạng mục Nam diễn viên phụ nhỏ tuổi Xuất sắc nhất trong một Series phim truyền hình.

## Cuộc sống cá nhân
Isaac Hempstead Wright sinh ngày 9 tháng 4 năm 1999 ở Kent, Vương Quốc Anh. Isaac không có đam mê với diễn xuất cho đến khi cậu gia nhập một câu lạc bộ kịch, nhằm tránh phải chơi bóng vào mỗi sáng thứ bảy trong suốt mùa đông.

## Sự nghiệp
Hempstead Wright bắt đầu sự nghiệp với quảng cáo thương mại và học diễn xuất ở Nhà hát Tuổi trẻ Kent ở Canterbury. Bộ phim đầu tay mà Isaac tham gia là Tỉnh Giấc 2011, nhưng bước ngoặt lớn của cậu là vai diễn Bran Stark trong series phim truyền hình ăn khách Game of Thrones. Isaac là một phần của dàn diễn viên ban đầu và hiện vẫn đang là một thành viên của dàn diễn viên chính trong mùa thứ hai, thứ ba, và mùa thứ tư, nhờ đó cậu giành được Giải thưởng của Hội Diễn viên Điện ảnh đề cử cho Diễn viên có Diễn xuất xuất sắc trong một series phim truyền hình vào lần thứ 18 và 20 của Giải thưởng của Hội Diễn viên Điện ảnh. Isaac đã xuất hiện trong 4 mùa phát sóng đầu tiên, cậu thông báo rằng mình sẽ không góp mặt ở mùa thứ 5 do vấn đề học tập, nhưng sẽ trở lại trong mùa thứ 6. Series phim hiện đang được phát sóng vào mỗi tối chủ nhật (theo giờ Mỹ) và sáng thứ 2 (theo giờ châu Á).
Hempstead Wright cũng đóng vai trò trong bộ phim hình sự kinh dị Closed Circuit 2013. Vào tháng 2 năm 2014, Laika thông báo Isaac sẽ lồng tiếng cho nhân vật Eggs trong Phim hoạt hình giả tưởng- hài kịch, Hội quái hộp.

## Cuộc sống cá nhân
Hempstead Wright sống với gia đình ở Kent. Có nhiều báo cáo rằng cậu đang tiết kiệm tiền lương từ việc đóng phim Game of Thrones (Trò chơi vương quyền) để vào trường đại học, nơi cậu mong nhận được bằng Tiến sĩ (PhD).

## Các phim đã đóng

### Phim
| Năm      | Tên phim       | Vai diễn           | Ghi chú                         |
| -------- | -------------- | ------------------ | ------------------------------- |
| Năm 2011 | Tỉnh Giấc      | Tom (Thomas Hills) |                                 |
| 2013     | Closed Circuit | Tom Rose           |                                 |
| 2014     | Hội quái hộp   | Eggs               | Lồng tiếng và thực hiện cử động |

### Phim truyền hình
| Năm                       | Tên phim        | Vai diễn   | Ghi chú                        |
| ------------------------- | --------------- | ---------- | ------------------------------ |
| 2011-2014, 2016– hiện tại | Game of Thrones | Bran Stark | Vai chính (Mùa 1-4, 6), 29 tập |
| 2014                      | Family Guy      | Aidan      | Lồng tiếng tập: "Chap Stewie"  |

## Giải thưởng và đề cử
| Năm  | Giải thưởng                            | Hạng mục                                                                          | Vai diễn trong phim | Kết quả | Ref. |
| ---- | -------------------------------------- | --------------------------------------------------------------------------------- | ------------------- | ------- | ---- |
| 2011 | Giải phim Điện ảnh                     | Best Ensemble                                                                     | Game of Thrones     | [ 7 ]   |      |
| 2011 | Giải thưởng của Hội Diễn viên Điện ảnh | Diễn viên có Diễn xuất xuất sắc trong series phim truyền hình                     | Game of Thrones     | [ 2 ]   |      |
| 2013 | Giải Nghệ sĩ trẻ                       | Màn trình diễn xuất sắc trong series phim truyền hình- Nam diễn viên phụ nhỏ tuổi | Game of Thrones     | [ 8 ]   |      |
| 2013 | Giải thưởng của Hội Diễn viên Điện ảnh | Diễn viên có Diễn xuất xuất sắc trong series phim truyền hình                     | Game of Thrones     | [ 2 ]   |      |